# Pareuchiloglanis tianquanensis
Pareuchiloglanis tianquanensis är en fiskart som beskrevs av Linxian Ding och Fang, 1997. Pareuchiloglanis tianquanensis ingår i släktet Pareuchiloglanis och familjen Sisoridae. Inga underarter finns listade i Catalogue of Life.